# Dicranomyia (Melanolimonia) lakshmi
Dicranomyia (Melanolimonia) lakshmi is een tweevleugelige uit de familie steltmuggen (Limoniidae). De soort komt voor in het Oriëntaals gebied.